# Liste der Monuments historiques in Montigny-sur-Meuse
Die Liste der Monuments historiques in Montigny-sur-Meuse führt die Monuments historiques in der französischen Gemeinde Montigny-sur-Meuse auf.

## Liste der Immobilien
| Bezeichnung       | Beschreibung | Standort               | Kennzeichnung | Schutzstatus | Datum | Bild           |
| ----------------- | ------------ | ---------------------- | ------------- | ------------ | ----- | -------------- |
| Kirche St-Lambert | 1765 erbaut  | Rue de l’Église (Lage) | PA00078469    | Classé       | 1993  | weitere Bilder |

## Liste der Objekte
| Bezeichnung                                       | Beschreibung                                                                                     | Standort                        | Kennzeichnung | Schutzstatus | Datum | Bild |
| ------------------------------------------------- | ------------------------------------------------------------------------------------------------ | ------------------------------- | ------------- | ------------ | ----- | ---- |
| Grabstein für Michel Petit und Marguerite Tamison | Stein, bezeichnet 1700 und 1712                                                                  | in der Kirche St-Lambert (Lage) | PM08000323    | Classé       | 1965  |      |
| Wandtabernakel                                    | Stein, Schmiedeeisen, 16. Jahrhundert                                                            | in der Kirche St-Lambert (Lage) | PM08000324    | Classé       | 1965  |      |
| 17 Kirchenbänke                                   | Eichenholz, 18. Jahrhundert                                                                      | in der Kirche St-Lambert (Lage) | PM08001171    | Inscrit      | 1988  |      |
| Hauptaltar                                        | Altartisch, Tabernakel und Wandvertäfelung; Marmor, Holz, farbig gefasst, Stuck, 18. Jahrhundert | in der Kirche St-Lambert (Lage) | PM08001170    | Inscrit      | 1988  |      |
| Kommunionbank                                     | Schmiedeeisen, bemalt, 18. Jahrhundert                                                           | in der Kirche St-Lambert (Lage) | PM08001244    | Inscrit      | 1988  |      |
| kanzel                                            | Holz, bemalt, zweite Hälfte des 18. Jahrhunderts                                                 | in der Kirche St-Lambert (Lage) | PM08001245    | Inscrit      | 1988  |      |